# Bistum Ciudad Valles
Das Bistum Ciudad Valles (lat.: Dioecesis Vallipolitana, span.: Diócesis de Ciudad Valles) ist eine in Mexiko gelegene römisch-katholische Diözese mit Sitz in Ciudad Valles.

## Geschichte
Das Bistum Ciudad Valles wurde am 27. November 1960 durch Papst Johannes XXIII. mit der Apostolischen Konstitution Cum rectus rerum aus Gebietsabtretungen der Bistümer Huejutla und San Luis Potosí errichtet und dem Erzbistum Monterrey als Suffraganbistum unterstellt. Am 28. Mai 1997 gab das Bistum Teile seines Territoriums zur Gründung des mit der Apostolischen Konstitution Apostolicum officium errichteten Bistums Matehuala ab.
Das Bistum Ciudad Valles wurde am 25. November 2006 durch Papst Benedikt XVI. mit der Apostolischen Konstitution Mexicani populi dem Erzbistum San Luis Potosí als Suffraganbistum unterstellt.

## Bischöfe von Ciudad Valles
- Carlos Quintero Arce, 1961–1966, dann Koadjutorerzbischof von Hermosillo
- Alfonso Reyes Ramos, 1966–1969
- José Melgoza Osorio, 1970–1979, dann Bischof von Nezahualcóyotl
- Juvencio González Álvarez, 1980–1994
- José Guadalupe Galván Galindo, 1994–2000, dann Bischof von Torreón
- Roberto Octavio Balmori Cinta MJ, 2002–2020
- Roberto Yenny García, seit 2020